# Jonathan Speelman
Jonathan Simon Speelman, né le 2 octobre 1956 à Londres, est un grand maître international anglais du jeu d'échecs et auteur de livres consacrés aux échecs.
Il est également docteur en mathématiques.

## Carrière échiquéenne
Vainqueur du championnat d'échecs britannique en 1978, 1985 et 1986, Speelman fait régulièrement partie de l'équipe anglaise aux Olympiades d'échecs. Il  remporte le tournoi de Hastings en 1983-1984 et 1986-1987.
Speelman s'est qualifié deux fois pour le Tournoi des candidats. En se classant troisième du tournoi interzonal de Subotica (1987), il fut qualifié pour le cycle 1988-1990 du tournoi des candidats. Après avoir battu Yasser Seirawan sur le score de 4-1 en huitième de finale et Nigel Short sur le score de 3,5-1,5 en quart de finale, il perdit contre Jan Timman en demi-finales (4,5-3,5). Dans le cycle suivant (1990-1993), il perdit d'emblée par 5,5-4,5 contre Short qui disputa ultérieurement la couronne mondiale contre Garry Kasparov.
Speelman fut classé quatrième meilleur joueur du monde (ex æquo avec Aleksandr Beliavski) en janvier 1989 avec un classement Elo de 2640.
En 1989, Speelman gagna contre Kasparov au cours d'un tournoi de parties rapides retransmis à la télévision et remporta le tournoi. Speelman est connu pour son style imaginatif, il choisit souvent des variantes d'ouverture peu usuelles.
Au 1er mai 2010, avec un classement Elo de 2530, Speelman est le 10e joueur anglais en activité.

## Publications
Jonathan Speelman a écrit un certain nombre de livres consacrés au jeu d'échecs, dont plusieurs consacrés aux fins de partie, parmi lesquels 
- Analysing the Endgame (Batsford, 1981),
- Endgame Preparation (Batsford, 1981) et
- Batsford Chess Endings (Batsford, 1993, avec Jonathan Tisdall et Robert Wade).

Parmi ses autres livres acclamés par la critique, on peut encore citer 
- Jon Speelman's Best Games (les meilleures parties de Jon Speelman) (Batsford, 1997), et
- Best Games 1970-1980 (les meilleures parties de 1970-1980), une analyse approfondie de près de 50 des meilleures parties de la décennie.

## Divers
Il a été conseiller technique pour le film La Défense Loujine, tiré du roman La Défense Loujine de Vladimir Nabokov, en 2000.